# Ditrigona
Ditrigona is een geslacht van vlinders van de familie eenstaartjes (Drepanidae), uit de onderfamilie Drepaninae.

## Soorten
- D. aphya Wilkinson, 1968
- D. artema Wilkinson, 1968
- D. berres Wilkinson, 1968
- D. candida Wilkinson, 1968
- D. cirruncata Wilkinson, 1968
- D. conflexaria (Walker, 1861)
- D. chama Wilkinson, 1968
- D. chionea Wilkinson, 1968
- D. derocina (Bryk, 1943)
- D. diana Wilkinson, 1968
- D. fasciata (Hampson, 1893)
- D. furvicosta (Hampson, 1911)
- D. idaeoides (Hampson, 1892)
- D. inconspicua (Leech, 1898)
- D. innotata (Hampson, 1892)
- D. jardanaria (Oberthür, 1923)
- D. komarovi Kurenzov, 1935
- D. legnichrysa Wilkinson, 1968
- D. lineata (Leech, 1898)
- D. margarita Wilkinson, 1968
- D. marmorea Wilkinson, 1968
- D. media Wilkinson, 1968
- D. micronioides (Strand, 1917)
- D. mytylata (Guenée, 1868)
- D. obliquilinea (Hampson, 1892)
- D. paludicola Holloway, 1998
- D. pentesticha (Chu & Wang, 1987)
- D. platytes Wilkinson, 1968
- D. quinaria (Moore, 1867)
- D. quinquelineata (Leech, 1898)
- D. regularis Warren, 1922
- D. sciara Wilkinson, 1968
- D. sericea (Leech, 1898)
- D. spatulata Wilkinson, 1968
- D. spilota Wilkinson, 1968
- D. titana Wilkinson, 1968
- D. triangularia (Moore, 1867)
- D. typhodes Wilkinson, 1968
- D. virgo (Butler, 1878)
- D. wilkinsoni Holloway, 1998